# Forte Busa Grande

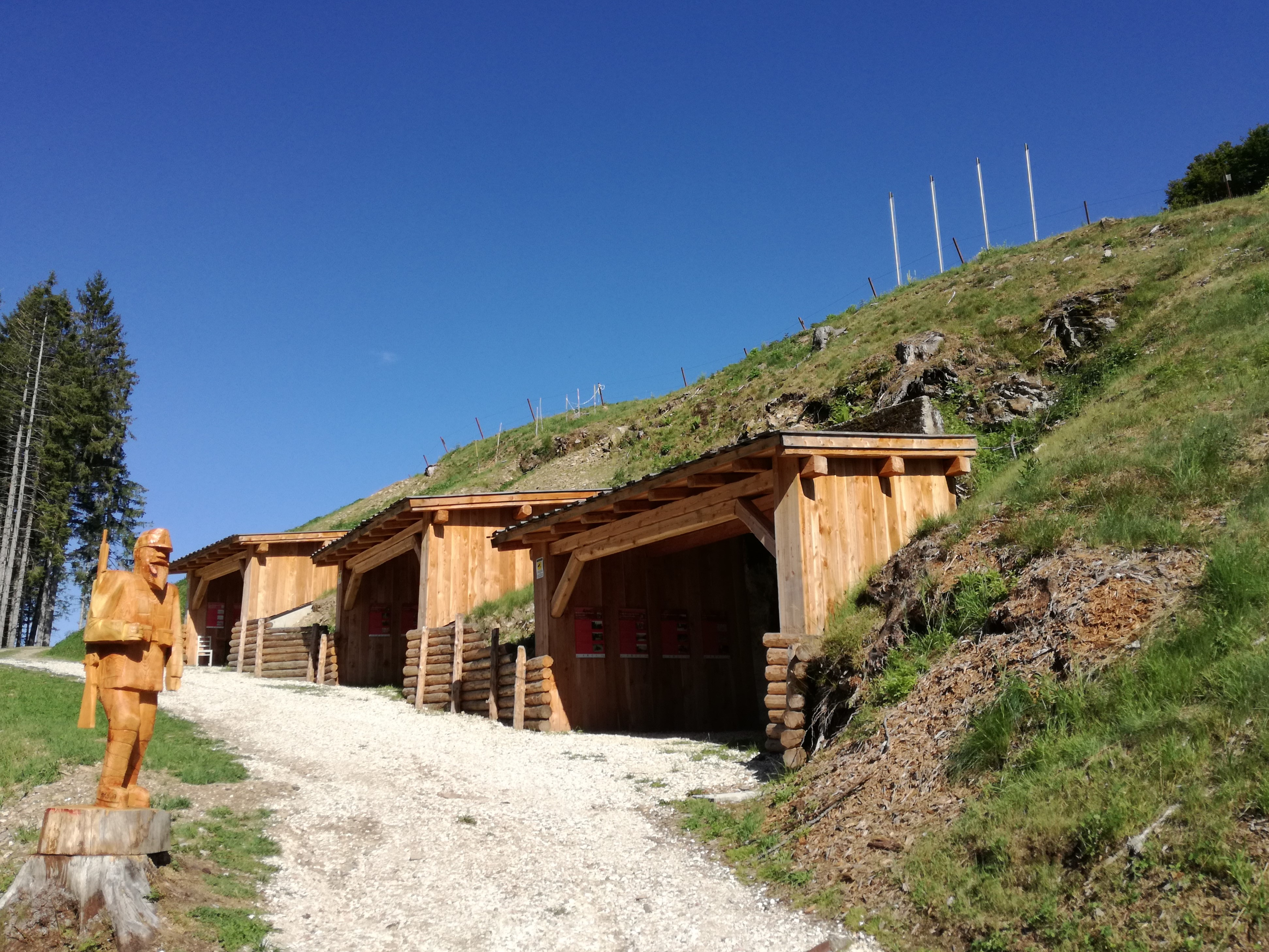
Forte Busa Grande

Il Forte Busa Grande (in lingua tedesca Ersatzwerk Busa Grande ovvero forte sostitutivo Busa Grande) è una fortificazione che si trova nel comune di Vignola-Falesina in località Compet a 1500 m. di altitudine. Venne costruito durante la prima guerra mondiale per volere dell'esercito militare austro-ungarico con lo scopo di sorvegliare e difendere la Valsugana.

## Storia
"Il caposaldo di artiglieria Busa Grande" con la batteria di obici corazzati venne costruito durante la Prima guerra mondiale in seguito allo smantellamento del sottostante forte Col de le Bene. Il progetto e la sorveglianza dei lavori vennero affidati al Capitano Emil Huetter della direzione del Genio di Trento. Il 7 febbraio del 1915 l'ufficiale aveva già presentato i primi schizzi della nuova batteria di armi da fuoco; in marzo iniziarono i lavori che si conclusero in due mesi e mezzo grazie all'utilizzo dei prigionieri russi che in così poco tempo disarmarono il forte Colle delle Benne e costruirono e armarono il Forte Busa Grande. Precedentemente alla realizzazione del forte, i prigionieri avevano costruito la strada che conduceva al cantiere della nuova fortificazione, nel 1911 e conclusa nel 1912.
L'edificazione della strada per il Forte Busa Grande e del forte stesso erano state affidate, dall'amministrazione militare tirolese, alla ditta viennese Eisler&Bruder con un preventivo di realizzazione di circa 736.527 corone. Tale ditta aveva già costruito forte Belvedere Gschwent, forte Campo Luserna, forte Verle e forte Vezzena .

### Le fasi di costruzione del forte
La prima fase comprendeva la realizzazione della strada che non doveva avere una pendenza superiore al 10%, una larghezza media di almeno 3 metri e il raggio delle curve doveva essere di 10 metri. In seguito si procedette alla costruzione dell'impianto idrico, con portata pari ad almeno 700 litri, e di tutte le strutture necessarie per permettere la sopravvivenza dei lavoratori. Successivamente venne costruito anche uno spaccio per provvedere al sostentamento dei soldati-operai, ben fornito anche nel settore delle bevande alcoliche. Si proseguì poi con gli scavi e la parte in muratura, prima di procedere alla realizzazione degli armamenti, una batteria corazzata con obici in caverna e a prova di bomba, due cupole corazzate da 10 cm M 05 e una cupola d'osservazione ricavata dal disarmo di forte Col de le Bene.
Finita la costruzione si eseguì il collaudo del forte stesso. La prima fase consistette nello sparare alcuni colpi a salve e poi si passò a verificare se le murature avessero subito eventuali danni, perché in quel caso la ditta costruttrice avrebbe dovuto ripararli pagando di tasca propria. A quel punto si poté procedere con il secondo collaudo, più stressante e rigido del primo, dato che venivano sparati proiettili veri in numero superiore. Superate le due procedure il forte entrò in funzione nel maggio del 1915 allo scoppio della guerra con l'Italia. Nell'estate del 1916, dopo la Strafexpedition, il forte fu disarmato degli obici e nelle vicinanze al forte venne installata una batteria antiaerea avente lo scopo di difendere Levico dagli attacchi aerei.

### Descrizione del forte
Il forte Busa Grande era una base militare costruita con lo scopo di difendere la Valsugana. Rimangono ancora le bozze dei progetti, ma il risultato finale non corrispose totalmente a quello che troviamo su carta a causa di problemi geologici intervenuti durante la costruzione, poiché la disposizione delle rocce permetteva un'abbondante infiltrazione dell'acqua nel terreno.
Durante la realizzazione vennero aggiunti un terzo pozzo per la cupola di osservazione, una cisterna, una stazione per un generatore di corrente elettrica, ulteriori caverne e un tunnel per l’accesso alla trincea della fanteria che circonda interamente il forte.
Il forte è formato da un tunnel centrale, con delle ramificazioni ai lati, rivestito in parte con volte in laterizio e in parte con volte in conci intonacati. Dal questo si riescono a raggiungere diverse caverne, tra cui quella del magazzino centrale dove venivano depositate le munizioni; sono presenti stanze laterali occupate da alloggi, cucine, latrine e depositi per le risorse. La profondità del tunnel permette di essere definito a prova di bomba, ma non del tutto sicuro visti gli svantaggi geologici presenti.
La principale via di approvvigionamento collegava Pergine con la località Compet, dove si trova il forte, e proseguiva poi per il Monte Panarotta.

### Il forte durante la guerra
La guerra contro l’Italia iniziò il 24 maggio 1915 e per quella data il Forte Busa Grande era pronto; ma solo il 24 agosto gli italiani entrano a Borgo Valsugana. Durante la guerra Busa Grande fu un bersaglio di seconda importanza per le truppe italiane.
I combattimenti sulla linea del fronte in Trentino si fermarono nel dicembre 1915 a causa delle forti nevicate; la neve superò i 5 m e la temperatura andò ampiamente sotto lo zero.  Tale situazione climatica impediva l'utilizzo delle strade e gli approvvigionamenti delle risorse. A Busa Grande si utilizzarono prigionieri e civili per liberare l'unica strada che lo collegava con il fondovalle. Le offensive nemiche ripresero solo nell’aprile del 1916.
Nell’ottobre del 1918 unità inglesi scesero in Valsugana, liberano i loro prigionieri di stanza a Levico, e anche per Busa Grande la guerra terminò.

### Il Dopoguerra del Forte Busa Grande
Nel Dopoguerra tutte le parti utili del forte vennero smontate dalla gente locale e da “recuperanti”, per prendere quanto più materiale utile come ad esempio parti in legno delle postazioni, porte, impianti elettrici, intelaiature, acciaio e ferro. Nel Forte Busa Grande vennero smontate le cupole corazzate, le putrelle, le cisterne e vari pezzi utilizzabili.

### Il forte ai giorni nostri

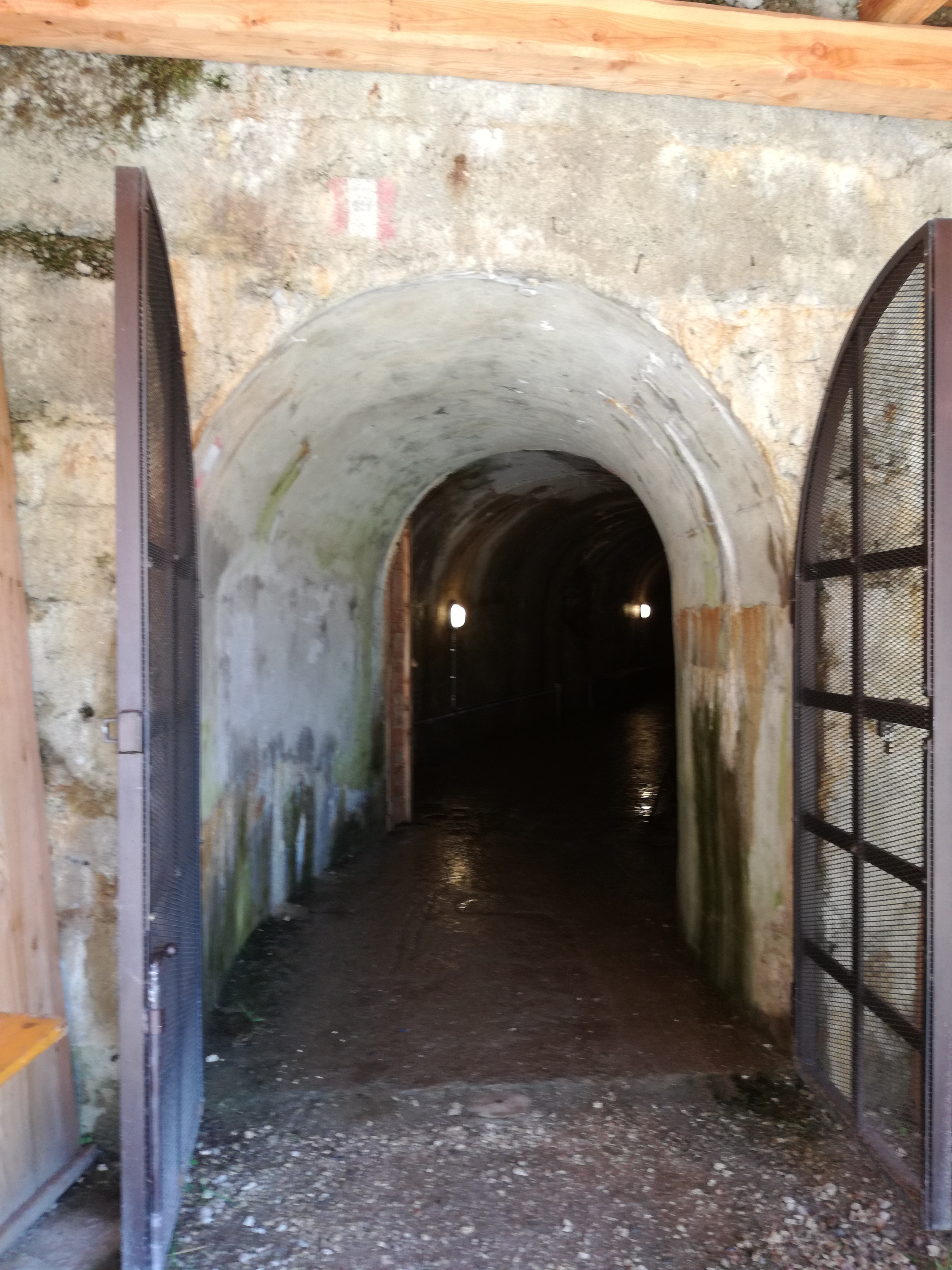
Forte Busa Grande Galleria

Grazie al comune di Vignola Falesina  nel 2016 il forte Busa Grande è stato restaurato. I lavori di sgombero e poi di recupero sono stati diretti dall’architetto Roberto Pezzato. Sono iniziati nel 2014 e si sono conclusi nel 2016 con il restauro delle cupole e delle camere dei soldati. Il forte è una parte della storia trentina e dall’inaugurazione del 2016 è stato visitato da migliaia di persone. Al suo interno è stata allestita una mostra permanente con fotografie e documenti originali del forte. Recentemente l’artista Roberto Conti ha donato due nuove opere: una prima costituita da un grosso libro scolpito nel legno, che riporta una poesia di Alberto Toldo dal titolo «Sentinella» dedicata proprio al forte, e una seconda dal titolo «Oltre le linee», ricavata da una radice attorcigliata con l’aggiunta di vari reperti che simula un soldato che sbuca dalla trincea.

## I prigionieri
L'imponente numero di prigionieri russi e serbi che transito per il Trentino durante la Prima Guerra Mondiale venne impiegato come manodopera forzata, utilizzato per i lavori più pesanti, spesso sulla linea del fronte o in prossimità ad essa nonostante il Diritto Bellico e le convenzioni dell'Aja del 1899 e del 1907 lo predissero.
Sicuramente essi contribuirono nella primavera del 1915 prima dello scoppio della guerra a dismettere il sottostante forte Colle delle Benne e portare il materiale alla sommità del Monte Orno, costruire e armare il forte Busa grande.
Precedentemente furono impiegati per costruire la strada che conduceva al Forte, ma soprattutto per pulirla dalle abbondanti nevicate nell'inverno tra il 1915 e il 1916.
Malnutriti poco equipaggiati, poco assistiti, spesso mandati senza un nome, senza una tomba.